# The Deer King: El rei cérvol
The Deer King: El rei cérvol (originalment en japonès, 鹿の王; romanitzat com a Shika no Ō) és una pel·lícula d'anime de 2021 basada en la sèrie de novel·les homònimes de Nahoko Uehashi. Dirigida per Ando Masahi i Masayuki Miyaji, va ser produïda per Production I.G i distribuïda per Tōhō als cinemes japonesos. Es va estrenar al Japó el 4 de febrer de 2022. El 9 de juny de 2022 es va estrenar doblada en català.

## Argument
En la pel·lícula, un soldat i una nena petita miren de sobreviure enmig del conflicte entre dos poderosos imperis assolats per una plaga misteriosa.

## Doblatge
| Personatge     | Doblatge japonès    | Doblatge català     |
| -------------- | ------------------- | ------------------- |
| Van Gansa      | Shinichi Tsutsumi   | Toni Mora           |
| Yuna           | Hisui Kimura        | Carme Ambrós        |
| Hossal Yugraul | Ryōma Takeuchi      | Marcel Navarro      |
| Sae            | Anne Watanabe       | Elisabet Bargalló   |
| Yotal          | Atsushi Abe         | Xavier Fernández    |
| Orphan         | Shinshū Fuji        | Pep Ribas           |
| Kenoi          | Tomomichi Nishimura | Mark Ullod          |
| Toma           | Chado Horī          | Xavier Casan        |
| Makoukan       | Tooru Sakurai       | Ramon Canals        |
| Tohrim Storsam | Yoshito Yasuhara    | Joaquim Casado      |
| Rei d'Akafah   | Tesshō Genda        | Domènec Farell      |
| Shikan         | Satoshi Hino        | David Jenner        |
| Narrador       | Yutaka Aoyama       | Francesc Belda      |
| Rimuell        | Taku Kishimoto      | Miguel Ángel Jenner |
| Arisa          | Fumiko Orikasa      | Glòria González     |